# Davidson megye (Észak-Karolina)
Davidson megye az Amerikai Egyesült Államokban, azon belül Észak-Karolina államban található. Megyeszékhelye Lexington, legnagyobb városa Thomasville. Lakosainak száma 168 930 fő (2020. április 1.). Davidson megye Davie, Forsyth, Guilford, Montgomery, Randolph, Rowan és Stanly megyékkel határos.

## Népesség
A megye népességének változása:
| Lakosok száma | 162 898 | 163 033 | 163 118 | 163 420 | 164 622 | 168 930 |
|               | 2010    | 2011    | 2012    | 2013    | 2015    | 2020    |